# Ромул (сын Прокопия Антемия)
Ромул (лат. Romulus) — член династии Львов, брат узурпатора Маркиана.

## Биография
Ромул был сыном западноримского императора Прокопия Антемия, потомка узурпатора Прокопия и Марции Евфимии. Его братьями были Антемиол, Маркиан и Прокопий Антемий, а сестрой Алипия. Также Ромул относился и к династии Феодосия, так как его дед по материнской линии, император Восточной империи Маркиан, был женат на Пульхерии, внучке Феодосия I Великого.
В 479 году Ромул и Прокопий приняли участие в мятеже Маркиана против нового императора Восточной Римской империи Зенона. Они попросили помощи у Теодориха Страбона, затем собрали в Константинополе свои отряды, состоявшие из наемников-варваров и горожан и двинулись на императорский дворец. В ходе продолжавшегося весь день боя повстанцы, поддержанные гражданами Константинополя, разбили верные Зенону войска. Сам Зенон едва не попал в руки повстанцев, но ночью верный императору военачальник Илл, сумел привести в город расквартированные за стенами исаврийские отряды. При их поддержке Зенону удалось бежать. Утром, понимая безнадежность своего положения и то, что подкрепления, обещанные Теодорихом Страбоном, не успеют вовремя подойти, братья укрылись в Церкви Апостолов, где и были арестованы.
Они были отправлены в Кесарию Каппадокийскию. С помощью монахов они пытались бежать, но Маркиану это не удалось, а Ромул и Прокопий бежали в Рим. Дальнейшая судьба Ромула неизвестна.